# Народная милиция Луганской Народной Республики
Народная милиция Луганской Народной Республики (НМ ЛНР) — военная организация самопровозглашённой Луганской Народной Республики, существовавшая с 7 октября 2014 по 31 декабря 2022.

## История
Основой для вооружённых сил ЛНР послужила Армия Юго-Востока, в рамках которой 5 мая был сформирован батальон Заря (командир Игорь Плотницкий). 7 октября 2014 года указом № 15 главы ЛНР Игоря Плотницкого была создана Народная милиция ЛНР. И. о. Главнокомандующего Народной милицией стал Олег Бугров (министр обороны), с 26 ноября 2014 — Сергей Игнатов. С апреля 2015 главнокомандующий Евгений Моргун. С 2016 начальник Управления НМ ЛНР Олег Анащенко. С 2017 командир Оперативно-тактического объединения ЛНР Ян Лещенко, и. о. начальника УНМ Михаил Филипоненко. Начальники штаба: Игорь Ященко, Олег Анащенко.
В 2015 году издавалась газета НМ ЛНР «Воин Святограда» (известно 9 номеров), главред В. В. Киселёв.
10 ноября 2020 года при содействии Минкомсвязи ЛНР и ГСУП «ГТРК ЛНР» на частоте 91.9FM запущено вещание собственной радиостанции «Комбат FM».
31 декабря 2022 года 2-й гвардейский Луганско-Северодонецкий армейский корпус вошёл в состав Вооружённых сил Российской Федерации.

## Состав

### 2-й армейский корпус / Оперативно-тактическое командование «Луганск»
- 2-я отдельная гвардейская мотострелковая ордена Доблести бригада имени К. Е. Ворошилова (г. Луганск)[9]
- 4-я отдельная мотострелковая бригада (г. Красный Луч)[10]
- 7-я отдельная гвардейская мотострелковая Чистяковская бригада (г. Брянка)
- Отдельная артиллерийская бригада особого назначения (г. Луганск)
- 6-й отдельный гвардейский мотострелковый полк (казачий) имени М. И. Платова (г. Стаханов)
- Отдельный комендантский полк Народной милиции (г. Луганск)[11]
- 4-й отдельный танковый батальон (г. Луганск)
- Отдельный мотострелковый (женский) батальон «Русь»
- Отдельный зенитно-ракетный батальон
- Отдельный разведывательный батальон
- Отдельный батальон специального назначения
- Отдельный ремонтно-восстановительный батальон
- Отдельный батальон управления и охраны
- Отдельный батальон материального обеспечения

### Территориальная оборона ЛНР
- 11-й батальон территориальной обороны «Атаман» (Станично-Луганский район)
- 12-й батальон территориальной обороны «Рим» (Свердловский район)
- 13-й Егоровский батальон территориальной обороны «Кулькин»[укр.] (Ровеньки)
- 14-й батальон территориальной обороны «Призрак» (г. Кировск и пгт Донецкий)[12]
- 15-й батальон территориальной обороны «СССР» (Брянка)
- 16-й батальон территориальной обороны «Ярга»[13] (Антрацит)
- 17-й батальон территориальной обороны «Большой» (Новоайдарский район, Славяносербск, Перевальский район)
- 18-й батальон территориальной обороны «Походный» (Красный Луч)

## Вооружение и военная техника
С началом боевых действий на вооружении народной милиции ЛНР в значительном количестве появилась трофейная техника, произведённая либо в СССР и на Украине, либо предоставленная Российской Федерацией.
Среди всего прочего в рядах были замечены танки Т-64, БМП-1, бронетранспортёры БТР-80, САУ 2С1, РСЗО «Град», Мста-Б, ЗРК «Стрела-10М». Также у сепаратистов наблюдателями ОБСЕ замечена установка «Буратино», не состоявшая на вооружении украинской армии. По заявлению министра обороны ЛНР И. Плотницкого, в июле 2014 года был захвачен украинский самолёт-штурмовик Су-25.
Форма одежды — «цифра ряска».
На 2019 год, по данным Министерства обороны Украины, во 2-м армейском корпусе ЛНР находились: 196 танков, 357 бронированных машин, 204 артиллерийских орудия, 105 миномётов, 86 реактивных систем залпового огня.